# Осмофилы
Осмофилы (от осмос и др.-греч. φιλέω — люблю) — тип экстремофилов: организмы, способные существовать в субстрате с высоким осмотическим давлением.
Однако организмы-осмофилы приурочены к определённому местообитанию не столько в зависимости от осмотического давления, сколько от химического состава среды.
Истинных осмофилов — организмов, одинаково хорошо растущих в изоосмотических растворах различного химического состава, — не существует.
В зависимости от повышенного содержания в субстрате какого-либо иона и потребности в нём организмов их принято делить на:
- натриофилы
- калиофилы
- кальцефилы,
- магниофилы,
- фторофилы,
- селенофилы и т. д.

В данных случаях осмотическое давление является производной величиной от химического состава среды. При замене субстрата или изменении его ионного состава при сохранении осмотического давления обычно приводит к гибели организма.
| Организм                 | Минимальное aW |
| ------------------------ | -------------- |
| Saccharomyces rouxii     | 0.62           |
| Saccharomyces bailii     | 0.80           |
| Debaryomyces             | 0.83           |
| Saccharomyces cerevisiae | 0.90           |

Дрожжи являются осмофилами, способны развиваться в присутствии высоких концентраций сахаров.